# Nguyễn Đình Quản
Nguyễn Đình Quản (阮廷筦; 1878 – 1910), tự Khánh Bá, là sĩ phu yêu nước trong phong trào Duy Tân.

## Thân thế
Nguyễn Đình Quản là con trai của tú tài Nguyễn Văn Quế, nguyên quán làng Phong Niên, sau chuyển về làng Đông Dương, đều thuộc huyện Sơn Tịnh, Quảng Ngãi.
Năm 1897, ông đỗ Cử nhân dưới thời vua Thành Thái, nhưng không ra làm quan mà về quê kết giao với văn thân, được người dân gọi là Ông cử Phong Niên.
Khoảng 1906–1907, ông tham gia Duy Tân hội Quảng Ngãi do Lê Đình Cẩn thành lập. Trước đó, ông cùng đồng hương Nguyễn Thụy, Trần Kỳ Phong đã ra Hà Nội để liên hệ với các sĩ phu của Đông Kinh nghĩa thục. Khi trở về, ông dựng "Trường lao động" ở làng Sung Tích (xã Tịnh Long, huyện Sơn Tịnh) để đào tạo nhân tài cho phong trào Duy Tân.
Khoảng năm 1907–1908, do ảnh hưởng từ phong trào chống sưu thuế, phong trào Duy Tân lẫn phong trào Đông Kinh nghĩa thục đều bị đàn áp. Ông bị đày ra Côn Đảo và mất do tra tấn vào năm 1910. Đến nay mộ của ông vẫn đang bị thất lạc.

## Trùng tên?
Khoảng 1915–1917, các chí sĩ Phan Thúc Duyện, Huỳnh Thúc Kháng, Ngô Đức Kế, Đặng Nguyên Cẩn, Nguyễn Đình Quản lập tiệm buôn Quảng Hồng Hưng để tiếp nối tinh thần Duy Tân.

## Tưởng nhớ
Tên ông được đặt cho một con đường ở quận 2, Thành phố Hồ Chí Minh. Tuy nhiên, biển tên đường lại ghi sai thành Lê Đình Quản.